# Sistema Nacional de Áreas Protegidas (Uruguay)

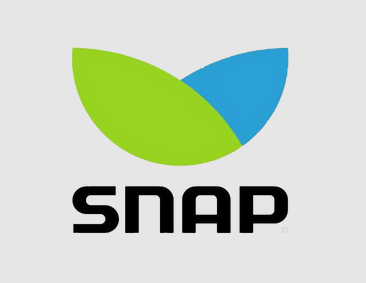
Logo del SNAP

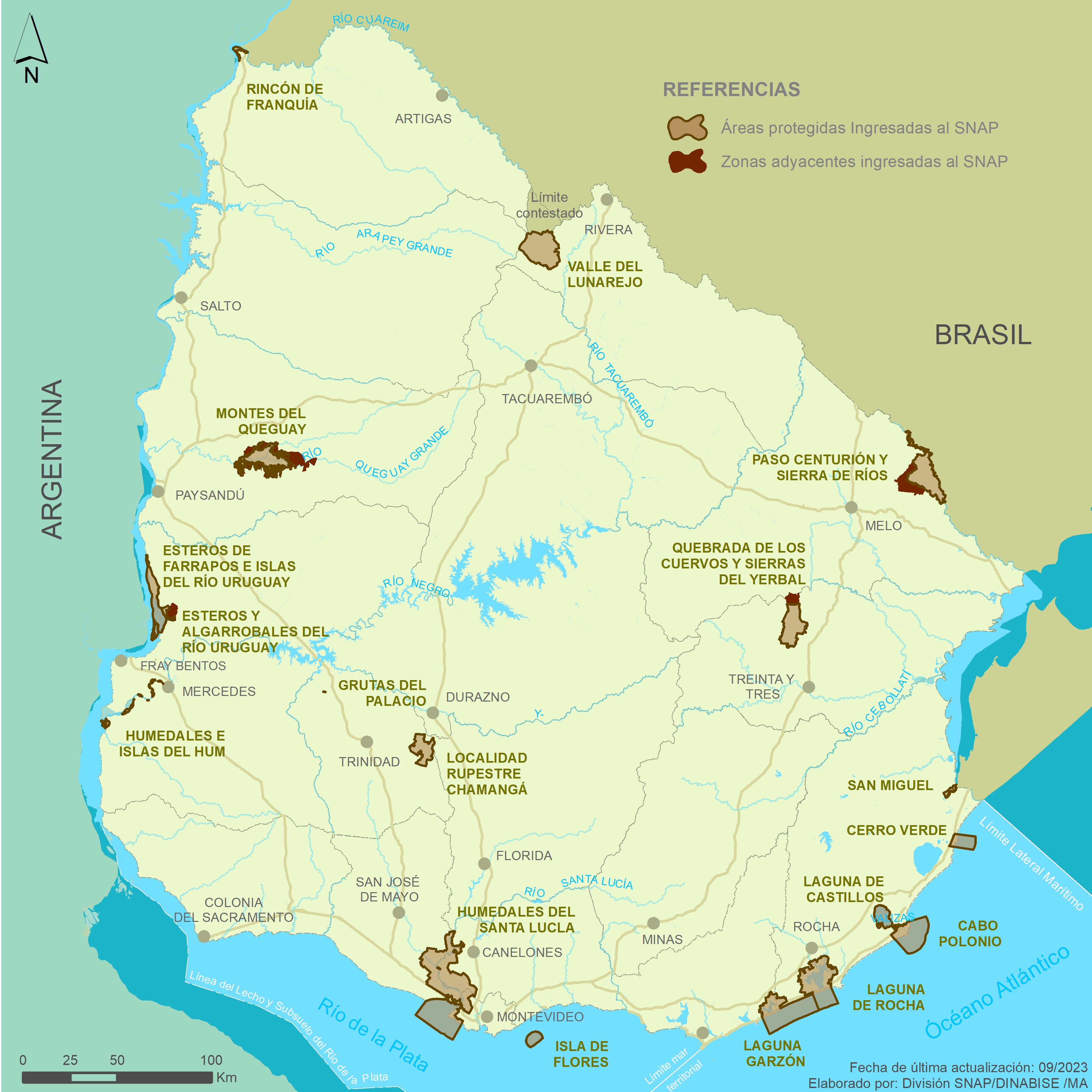
Mapa de todas las áreas protegidas pertenecientes al SNAP.

El Sistema Nacional de Áreas Protegidas (SNAP) es el instrumento de aplicación de las políticas y planes nacionales de protección ambiental de Uruguay.
Fue establecido a través de la ley Nº 17.234 en el año 2000, la cual fue reglamentada a través del decreto n.º 52/005 del 27 de febrero de 2005. Dicha ley tiene como objetivo armonizar los criterios de planificación y manejo de las áreas a protegidas, bajo categorías determinadas y con una regulación única que fije las pautas de ordenamiento.
En la actualidad las áreas protegidas suman unas 439.704 hectáreas entre áreas marítimas y terrestres.[cita requerida]

## Objetivos
De acuerdo a la ley Nº 17.234, los objetivos específicos del Sistema Nacional de Áreas Protegidas son (art. 2º):
- Proteger la diversidad biológica y los ecosistemas, que comprenden la conservación y preservación del material genético y las especies, priorizando la conservación de las poblaciones de flora y fauna autóctonas en peligro o amenazadas de extinción.
- Proteger los hábitats naturales, así como las formaciones geológicas y geomorfológicas relevantes, especialmente aquellos imprescindibles para la supervivencia de las especies amenazadas.
- Mantener ejemplos singulares de paisajes naturales y culturales.
- Evitar el deterioro de las cuencas hidrográficas, de modo de asegurar la calidad y cantidad de las aguas.
- Proteger los objetos, sitios y estructuras culturales, históricas y arqueológicas, con fines de conocimiento público o de investigación científica.
- Proveer oportunidades para la educación ambiental e investigación, estudio y monitoreo del ambiente en las áreas naturales protegidas.
- Proporcionar oportunidades para la recreación al aire libre, compatibles con las características naturales y culturales de cada área, así como también para su desarrollo ecoturístico.
- Contribuir al desarrollo socioeconómico, fomentando la participación de las comunidades locales en las actividades relacionadas con las áreas naturales protegidas, así como también las oportunidades compatibles de trabajo en las mismas o en las zonas de influencia.
- Desarrollar formas y métodos de aprovechamiento y uso sustentable de la diversidad biológica nacional y de los hábitats naturales, asegurando su potencial para beneficio de las generaciones futuras.

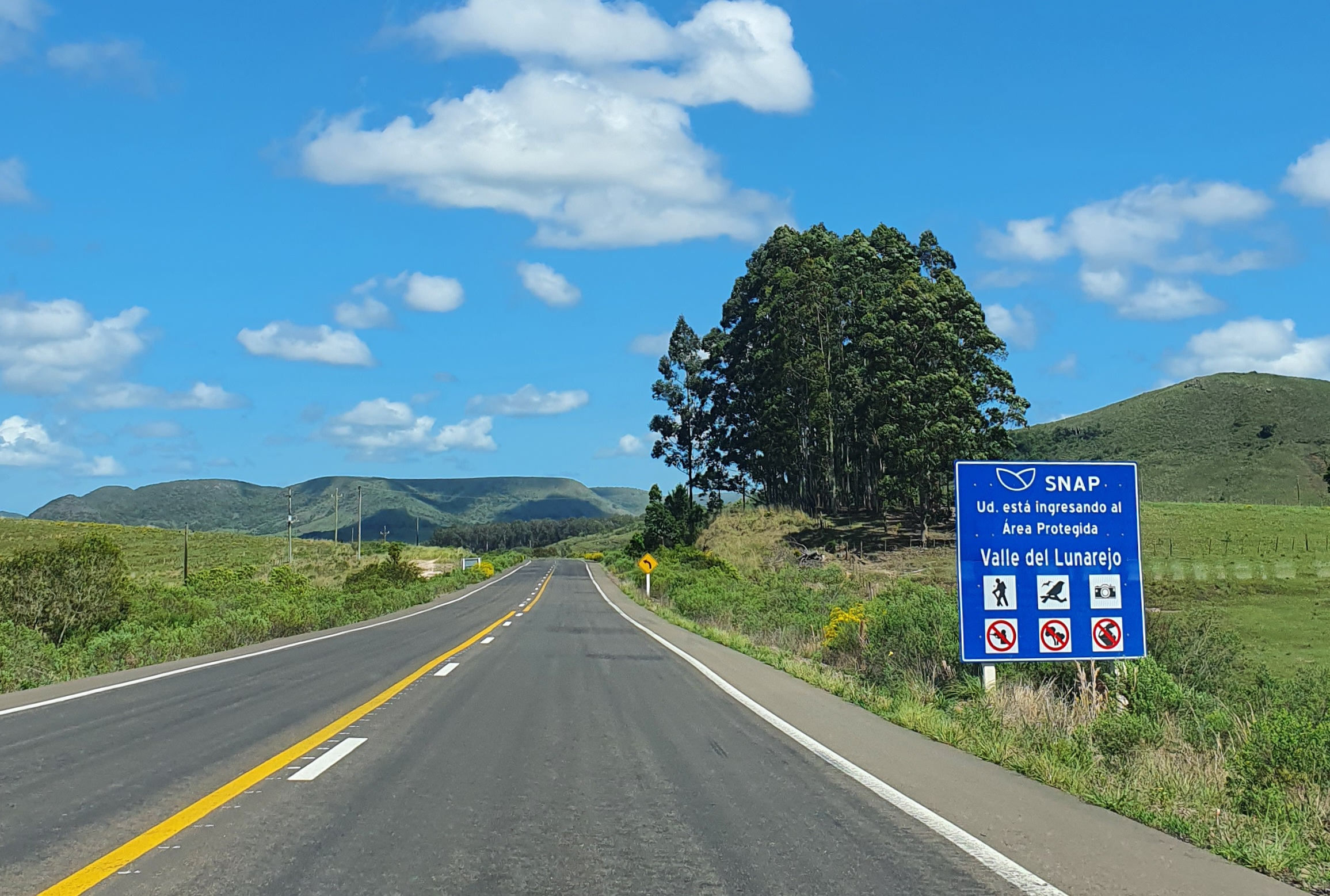
Cartel que anuncia el ingreso al Paisaje protegido Valle del Lunarejo.

## Áreas incorporadas al sistema

### Categorías
De acuerdo a la ley 17234 fueron creadas cuatro categorías de definición y manejo para las áreas naturales protegidas (art. 3º):

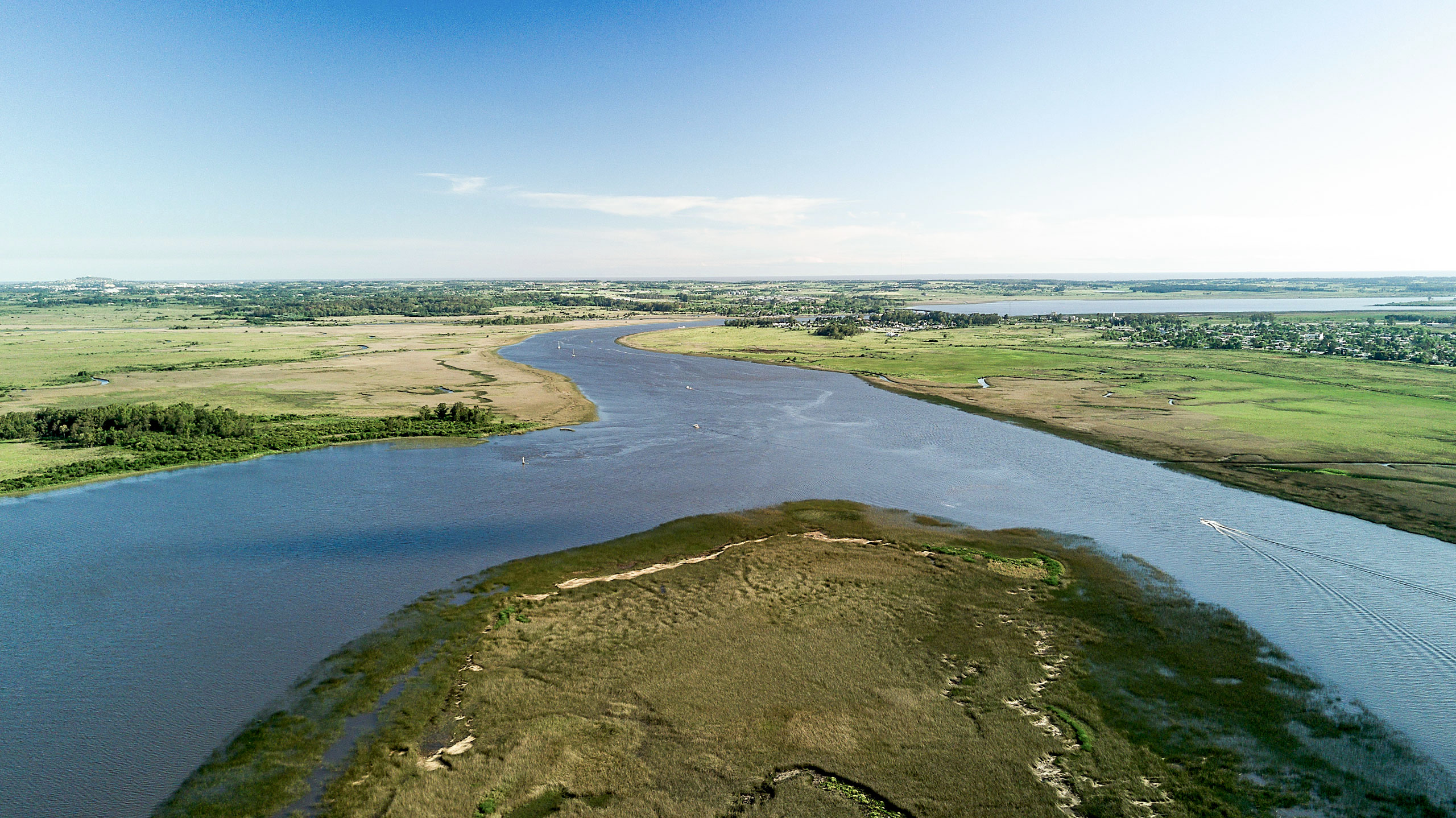
Los Humedales de Santa Lucía con 86.517 ha son el área protegida más grande del SNAP.

- Los Humedales de Santa Lucía con 86.517 ha son el área protegida más grande del SNAP.Parque nacional: áreas donde existen uno o varios ecosistemas que no se encuentran significativamente alterados por la explotación y ocupación humana, especies vegetales y animales; son sitios geomorfológicos y hábitats que presentan un especial interés científico, educacional y recreativo, o comprenden paisajes naturales que se consideran de una belleza excepcional.
- Monumento natural: son áreas que contienen uno o varios elementos naturales específicos de notable importancia nacional, como una formación geológica, un sitio natural único, especies, hábitats o vegetales que pueden estar amenazados. Áreas donde la intervención humana, de realizarse, es de escasa magnitud y está bajo un estricto control.
- Paisaje protegido: corresponde a una superficie territorial ya sea continental o marina, en la que las interacciones del ser humano y la naturaleza, a lo través de los años, han dado como resultado una zona de carácter definido, que presenta una singular belleza escénica o que contiene un valor de testimonio natural, y que puede contener valores ecológicos o culturales.
- Sitios de protección: corresponden a áreas relativamente pequeñas que poseen valor crítico, ya sea porque: contienen especies o núcleos poblacionales relevantes de flora o fauna; dentro de ellas se cumplen etapas claves del ciclo biológico de especies de interés; tienen importancia significativa para el ecosistema que integran; contienen elementos geológicos, geomorfológicos o arqueológicos relevantes.

Al momento de reglamentarse la ley, fueron agregadas dos categorías más a las cuatro ya planteadas (art. 4º):
- Áreas de manejo de hábitats y/o especies: son áreas terrestres y/o marinas sujetas a intervención activa con fines de manejo, donde se debe garantizar el mantenimiento de los hábitats y/o satisfacer las necesidades de determinadas especies.
- Área protegida con recursos manejados: corresponde a áreas que presentan sistemas naturales predominantemente no modificados, dónde a través del manejo de actividades se pretende garantizar la protección y el mantenimiento de la diversidad biológica a largo plazo, sin dejar de lado las actividades económicas que allí se realizan.

### Lista de áreas por categoría
| Imagen | Nombre                          | Reconocido | Incorporado | Departamento   | Área      | Decreto de incorporación                               |
| ------ | ------------------------------- | ---------- | ----------- | -------------- | --------- | ------------------------------------------------------ |
|        | Quebrada de los Cuervos         | 1944       | 2008        | Treinta y Tres | 19.395 ha | Decreto n.º 462/008 Ampliación por Decreto n.º 06/2020 |
|        | Valle del Lunarejo              | 2001       | 2009        | Rivera         | 29.286 ha | Decreto n.º 476/009                                    |
|        | Localidad Rupestre de Chamangá  | 1999       | 2010        | Flores         | 12.000 ha | Decretos n.º 11/010 y 129/010                          |
|        | Laguna de Rocha                 | 1977       | 2010        | Rocha          | 34.295 ha | Decreto n.º 61/010                                     |
|        | Paso Centurión y Sierra de Ríos | -          | 2019        | Cerro Largo    | 37.251 ha | Decreto n.º198/2019                                    |
|        | Laguna de Castillos             | -          | 2020        | Rocha          | 55.600 ha | Decreto n.º 13/2020                                    |

| Imagen | Nombre                                        | Reconocido | Incorporado | Departamentos | Área      | Decreto de incorporación |
| ------ | --------------------------------------------- | ---------- | ----------- | ------------- | --------- | ------------------------ |
|        | Esteros de Farrapos e Islas del Río Uruguay   | 2004       | 2008        | Río Negro     | 16.810 ha | Decreto n.º 579/008      |
|        | San Miguel                                    | 1937       | 2010        | Rocha         | 1.542 ha  | Decreto n.º 54/010       |
|        | Cabo Polonio                                  | -          | 2009        | Rocha         | 25.820 ha | Decreto n.º 337/009      |
|        | Isla de Flores                                | -          | 2018        | Montevideo    | 3.100 ha  | Decreto n.º 9/018        |
|        | Humedales e Islas del Hum                     | -          | 2023        | Soriano       | 2.226 ha  | Decreto n.º 281/023      |
|        | Isla e islote de Lobos y su entorno sumergido | -          | 2024        | Maldonado     | 4.000 ha  | Decreto n° 233/024       |
|        | Arequita                                      | 1967       | 2024        | Lavalleja     | 560 ha    | Decreto nº 306/024       |
|        | Laguna Negra                                  | 1991       | 2025        | Rocha         | 18.587 ha | Decreto nº 43/025        |

| Imagen | Nombre             | Reconocido | Incorporado | Departamento | Área  | Decreto de incorporación |
| ------ | ------------------ | ---------- | ----------- | ------------ | ----- | ------------------------ |
|        | Grutas del Palacio | -          | 2013        | Flores       | 17 ha | Decreto n.º 153/013      |

| Imagen | Nombre                                 | Reconocido | Incorporado | Departamentos     | Área      | Decreto de incorporación |
| ------ | -------------------------------------- | ---------- | ----------- | ----------------- | --------- | ------------------------ |
|        | Laguna Garzón                          | 1976       | 2014        | Maldonado · Rocha | 36.928 ha | Decreto n.º 341/014      |
|        | Cerro Verde e Islas de la Coronilla    | -          | 2011        | Rocha             | 8.968 ha  | Decreto n.º 285/011      |
|        | Rincón de Franquía                     | 2004       | 2013        | Artigas           | 1.229 ha  | Decreto n.º 121/013      |
|        | Esteros y algarrobales del río Uruguay | -          | 2015        | Río Negro         | 1.550 ha  | Decreto n.º 341/015      |

| Imagen | Nombre                   | Reconocido | Incorporado | Departamento                      | Área      | Decreto de incorporación |
| ------ | ------------------------ | ---------- | ----------- | --------------------------------- | --------- | ------------------------ |
|        | Montes del Queguay       |            | 2014        | Paysandú                          | 43.410 ha | Decreto n.º 343/014      |
|        | Humedales de Santa Lucía |            | 2015        | Canelones · Montevideo · San José | 86.517 ha | Decreto n.º 055/015      |

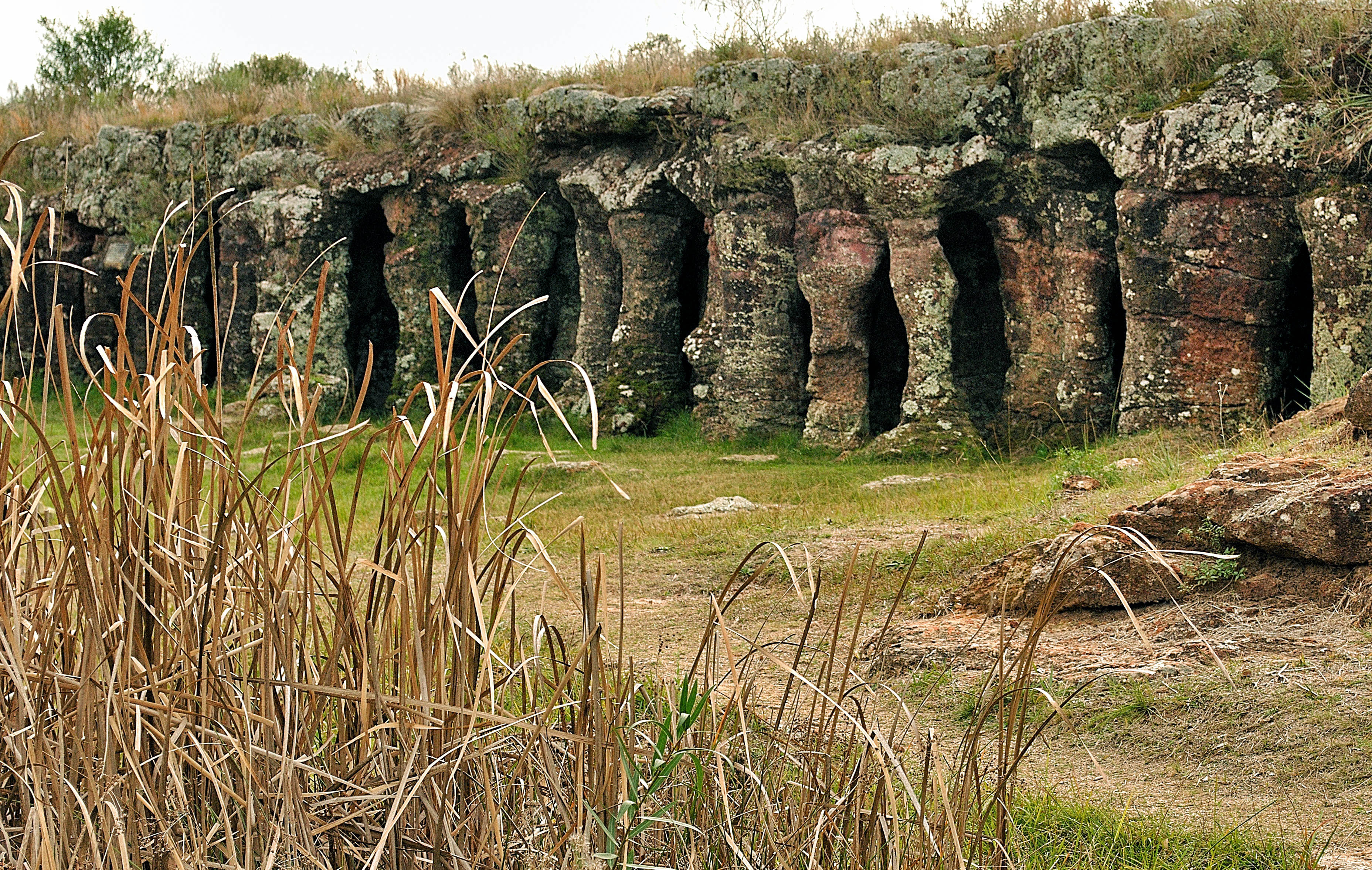
Las Grutas del Palacio son hasta el momento la única área incorporada bajo la categoría de Monumento Natural.

La primera área incorporada al sistema fue la Quebrada de los Cuervos en 2008 bajo la categoría de paisaje protegido. Dicha área había sido reconocida como área natural protegida a través del decreto Municipal N.º 1824/86, de 1986, y desde 1998 contaba con un plan de manejo. El 29 de septiembre de 2008 con la firma del decreto 462/008 se incorporó esta área de 4413 ha en el departamento de Treinta y Tres al Sistema Nacional de Áreas Naturales Protegidas.
Posteriormente el 27 de noviembre de 2008 a través del decreto 579/008, se incorporó en la categoría de parque nacional, el área protegida Esteros de Farrapos e Islas del Río Uruguay, ubicada en el departamento de Río Negro.
Las siguientes incorporaciones fueron: Cabo Polonio, Valle del Lunarejo, Localidad rupestre de Chamangá, San Miguel, Laguna de Rocha, Cerro Verde e Islas de la Coronilla, Rincón de Franquía, Gruta del Palacio. En 2014 ingresaron Montes del Queguay y Laguna Garzón. En 2015 ingresan los Humedales del Santa Lucía y Esteros y Algarrobales del Río Uruguay. En 2019 ingresa Paso Centurión y Sierra de Ríos y en 2020 Laguna de Castillos. Finalmente, en 2023 ingresa Humedales e Islas del Hum.

### Áreas en estudio y proceso de incorporación
Además de las áreas ya ingresadas, han iniciado el proceso de ingreso al sistema el área de Laureles-Cañas en los departamentos de Tacuarembó y Rivera.

## Reservas departamentales
La ley Nº 17.234 que crea el SNAP también prevé en su artículo 4 otro tipo de áreas de conservación ambiental, en este caso de índole departamental, que pueden ser declaradas como tales por simple iniciativa los Gobiernos Departamentales, las mismas podrán ser incorporadas al Sistema Nacional de Áreas Protegidas por el Poder Ejecutivo.

### Lista de reservas departamentales por departamento

#### Canelones
En el año 2016 el departamento de Canelones crea su propio "Sistema Departamental de Áreas de Protección Ambiental", al que ingresaron las siguientes áreas:
- Cuenca media del Arroyo Solís Grande (2018)
- Laguna Blanca (2023)

#### Maldonado
- Humedal del Arroyo Maldonado (2015)
- Punta Ballena (2025)

#### Rocha
- Isla del Padre (2021)
- Bañado de los Indios (2022)